# Kahlanger-Schanze
Die Kahlanger-Schanze ist eine Skisprungschanze in Oberaudorf, Bayern.

## Geschichte
1999 wurde die Kahlanger-Schanze renoviert. Auf ihr findet jeden Januar der Willy-Sachs-Pokal statt. Dieser ist ein internationaler Wettbewerb. 2004/2005 fand auf der Schanze auch ein Continental Cup der Frauen statt. Die Normalschanze ist nicht mit Matten belegt. Mittlerweile besitzt sie kein FIS-Zertifikat mehr.
Außer ihr gibt es auch noch drei Jugendschanzen: K35, K18, K9. Die Jugendschanzen heißen Hocheckschanzen, sind alle drei mit Matten belegt und wurden 2009 renoviert. Die Schanzen befinden sich im Skigebiet Hocheck. Durch die Kalanger-Schanze verläuft direkt unter dem Anlaufturm der Verlauf der Sommerrodelbahn.
2013 wurde angeregt, die große Schanze einzuebnen und einen Aussichtsturm aus ihr zu errichten. Dies wurde im Juli 2013 schließlich nach Protesten abgelehnt.

## Internationale Wettbewerbe
Genannt werden alle von der FIS organisierten Sprungwettbewerbe.
| Datum           | Kategorie                | Schanze | 1. Platz     | 2. Platz       | 3. Platz    |
| --------------- | ------------------------ | ------- | ------------ | -------------- | ----------- |
| 22. Januar 2005 | Continental Cup (Frauen) | HS89    | Anette Sagen | Ulrike Gräßler | Lindsey Van |